# Campo Limpo de Goiás
Campo Limpo de Goiás là một đô thị thuộc bang Goiás, Brasil. Đô thị này có diện tích 156,202 km², dân số năm 2007 là 5277 người, mật độ 33,8 người/km².